# Global Release Identifier
Il Global Release Identifier (GRid) è un sistema d'identificazione di edizioni di registrazioni musicali digitali (e di altri dati digitali) per la distribuzione digitale. È stato creato per l'integrazione con i sistemi d'identificazione delle industrie discografiche. GRid non deve essere confuso con il Global Repertoire Database (GRD), un sistema diverso per l'identificazione dell'opera musicale, la cui attivazione è pianificata per il 2013 dal Global Repertoire Database Working Group.

## Formato
Un GRid consiste di 18 caratteri alfanumerici (secondo lo standard ISO/IEC 646:1991-IRV, identico allo standard ASCII) suddivisi in quattro parti:
Identifier Scheme (2 caratteri)“A1” denota un GRid.
Issuer Code (5 caratteri)univoco che identifica l'ente che emette il numero, autorizzato dalla International GRid Authority (IFPI).
Release Number (10 caratteri)univoco che identifica la sorgente digitale (“a digital resource is a digital fixation of an expression of an abstract work, such as a sound recording, an audio-visual recording, a photograph, software, a graphic image or a passage of text.”)
Check Character (1 carattere)check digit in accordo con lo standard ISO 7064:1983 Mod 37, 36.
Separatori come i trattini possono essere usati per facilità di lettura. È raccomandato, quando stampato, di usare font di caratteri tali da distinguere adeguatamente ‘1' e ‘0', e le lettere ‘I' e ‘O'.

## Esempi
GRid identici:
- A12425GABC1234002M
- A1-2425G-ABC1234002-M
- GRid:A1-2425G-ABC1234002-M

dove:
- A1 – Identifier Scheme
- 2425G – Issuer Code
- ABC1234002 – Release Number
- M – Check Character